# 斯普里格镇区 (俄亥俄州亚当斯县)
斯普里格镇区是美国俄亥俄州亚当斯县的一个镇区，2010年美国人口普查时有1867人居住在该镇区。
全州仅有此一个斯普里格镇区。

## 地理
斯普里格镇区位于亚当斯县西南，与以下镇区接壤：
- 利伯蒂镇区 - 北
- 门罗镇区 - 东北
- 曼彻斯特镇区 - 东
- 布朗县亨廷顿镇区 - 西

肯塔基州的劉易斯縣和梅森縣与斯普里格镇区隔俄亥俄河相望。
曼彻斯特的一小部分位于斯普里格镇区境内。

## 历史
斯普里格镇区建于1866年，其名称来自威廉·斯普里格。

## 政府
镇区有3人组成的理事会管理。理事会理事选举在奇数年11月举行，并在来年1月1日开始四年任期。两名理事的选举在总统选举后一年举行，另一名的选举在总统选举前一年举行。镇区财务官亦由选举产生，与一名镇区理事选举同时举行，不过在来年4月1日才开始四年任期。若财务官或理事职位有空缺，将由剩余理事填补。